# Philaeus steudeli
Philaeus steudeli là một loài nhện trong họ Salticidae.
Loài này thuộc chi Philaeus. Philaeus steudeli được Embrik Strand miêu tả năm 1906.